# 성산여객
성산여객은 인천광역시의 시내버스를 운영하는 회사이고, 본사는 인천광역시 부평구 세월천로 201 (청천동)에 있다.

## 주요 연혁
- 1992년 7월 22일: 예원운수 회사 설립하여 북구 14번 노선[2]을 개통하여 운행하였다.
- 1998년 7월 25일: 본사를 부평구 십정동 543-23으로 이전.
- 1999년 12월 7일: 회사명을 예원운수에서 세원교통으로 명칭으로 변경.
- 2001년 8월 13일: 본사를 서구 가좌동 178-138로 이전.
- 2001년 12월 19일: 인천마을버스의 시내버스 전환으로 세원교통은 당시 청농교통과 송현운수, 동일운수를 인수하였고, 부평구 청천동 68-28에 부평지점을, 연수구 옥련동 56-5에 연수지점을 각각 설치.
- 2002년 10월 22일: 본사를 서구 가좌동 158-17로 이전함과 동시에 부평지점을 부평구 청천동 59-8로 이전.
- 2004년 7월 8일: 본사를 부평구 청천동 59-8로 이전함과 동시에 부평지점과 가좌지점을 폐지.
- 2005년 3월 11일: 연수지점을 연수구 옥련동 56-8로 이전.
- 2007년 7월 8일: 본사를 현 위치인 부평구 청천동 67-2로 이전.
- 2011년 : 모태노선[3]인 564번과 564-1번 노선을 해성운수에 매각하였다.
- 2014년 11월 20일: 연수지점을 연수구 청량로 210, 상가B06호 (옥련동, 쌍용아파트)로 이전.
- 2018년 4월 12일: 사명이 세원교통에서 성산여객으로 변경되었다.

## 운행 노선

### 지선버스
| 운행노선 | 운행구간          | 운행구간 | 운행구간             | 배차간격 (분) | 인가 대수 | 비고 |
| -------- | ----------------- | -------- | -------------------- | ------------- | --------- | ---- |
| 521번    | 옥련중학교        | ↔        | 동인천               | 6 - 9         | 11        |      |
| 551번    | 청천농장(종점)    | ↔        | 부평역               | 8 - 13        | 7         |      |
| 586번    | 세원에너지충전소  | ↔        | 부평역(구보건소)     | 8 - 12        | 8         |      |
| 588번    | 세원에너지충전소  | ↔        | 서운중고등학교(종점) | 8 - 12        | 14        |      |
| 1111번   | 항동7가버스차고지 | ↔        | 인하대병원입구       | 25-38         | 2         |      |

## 차량
- 자일대우버스: NEW BS090
- 현대자동차: 현대 그린시티
- 비야디자동차 : BYD eBus-9

## 같이 보기
- 시영운수
- 세원교통

## 사업장 현황
- 인천광역시 부평구 세월천로 201 (청천동)